# Вльониці (гміна Войцеховиці)
Вльониці (пол. Wlonice) — село в Польщі, у гміні Войцеховиці Опатовського повіту Свентокшиського воєводства.
Населення — 180 осіб (2011).
У 1975—1998 роках село належало до Тарнобжезького воєводства.

## Демографія
Демографічна структура на день 31 березня 2011 року:
|          | Загалом | Допрацездатний вік | Працездатний вік | Постпрацездатний вік |
| -------- | ------- | ------------------ | ---------------- | -------------------- |
| Чоловіки | 92      | 17                 | 62               | 13                   |
| Жінки    | 88      | 16                 | 53               | 19                   |
| Разом    | 180     | 33                 | 115              | 32                   |